# Villaescusa la Sombría
Villaescusa la Sombría es una población y un municipio de España, en la provincia de Burgos, Comunidad Autónoma de Castilla y León, partido judicial de Briviesca, comarca de Montes de Oca. 

## Geografía
Tiene un área de 16,24 km² con una población de 70 habitantes (INE 2007) y una densidad de 4,31 hab/km².
Situado en la vertiente mediterránea de los Montes de Oca, linda con La Bureba. El río Cerratón, afluente del Oca, atraviesa el municipio en dirección este a oeste.
El Camino de Santiago recorre la zona sur del municipio en su tramo entre Valdefuentes y San Juan de Ortega.

### Municipios limítrofes
- Al norte con Castil de Peones
- Al este con Cerratón y Arraya
- Al sur y oeste con Barrios de Colina

Este municipio comprende tres Entidades Locales Menores:
- Villaescusa la Solana
- Villaescusa la Sombría, entidad coincidente con la capital del municipio.
- Quintanilla del Monte en Juarros

En las elecciones locales de 2007 correspondientes a esta Entidad Local Menor concurrieron dos candidaturas: Javier Fernando Martínez Alonso (PSOE) y José Miguel Sáez Colina (PP).

## Demografía
Villaescusa la Sombría cuenta con una población de 59 habitantes (INE 2024).
| Gráfica de evolución demográfica de Villaescusa la Sombría entre 1842 y 2021 |
| |
| Población de derecho según los censos de población del INE. Población de hecho según los censos de población del INE.En este censo se denominaba Villaescusa de Sombría: 1842. Entre el censo de 1887 y el anterior, crece el término del municipio porque incorpora a Villaescusa la Solana. Entre el censo de 1857 y el anterior, este municipio desaparece porque se integra en el municipio Villaescusa la Solana. |

| 1991 |  | 1996 |  | 2001 |  | 2004 |  | 2006 |
| ---- |  | ---- |  | ---- |  | ---- |  | ---- |
| 71   |  | 59   |  | 58   |  | 62   |  | 70   |

## Historia
Villa denominada Villaescusa de la Sombría perteneciente a la Hermandad de Montes de Oca, en el partido Juarros, con jurisdicción de realengo ejercida por su Alcalde Ordinario.
A la caída del Antiguo Régimen se constituye en municipio conocido entonces como Villaescusa de Sombría, en el Belorado, perteneciente a la región de Castilla la Vieja, que en el censo de la matrícula catastral contaba con 16 hogares y 66 vecinos.
Este municipio desaparece integrándose en el de Villaescusa la Solana. Municipio que cambia de denominación, adoptando la actual.

## Parroquia
Iglesia católica de San Miguel Arcángel, dependiente de la parroquia de Quintanilla del Monte en Juarros en el arciprestazgo de Oca-Tirón de la diócesis de Burgos.